# رنچو تهاما ریزرو، کالیفرنیا
رنچو تهاما ریزرو (به انگلیسی: Rancho Tehama Reserve) یک منطقهٔ مسکونی در ایالات متحده آمریکا است که در شهرستان تهاما، کالیفرنیا واقع شده‌است. رنچو تهاما ریزرو ۳۰٫۳۴۵ کیلومتر مربع مساحت و ۱٬۴۸۵ نفر جمعیت دارد.